# Boldog Vazul-székesegyház
A Boldog Vazul-székesegyház (oroszul: Собор Василия Блаженного [Szobor Vaszilija Blazsennava], gyakran magyarul is Vaszilij Blazsennij székesegyház) vagy Istenanya oltalma templom Moszkva egyik legjelentősebb és legismertebb építészeti emléke, gyakran használt jelképe. A híres Vörös téren áll. Rettegett Iván cár építtette 1555 és 1561 között.

## Története
A székesegyház – IV. (Rettegett) Iván orosz cár parancsára – 1555 és 1561 között épült, és 1561. július 12-én szentelték föl. A cár Isten iránti háláját akarta kifejezni a monumentális székesegyház felépítésével, ugyanis az oroszok 1552-ben győzelmet arattak a kazanyi tatár kánság fölött. A templom eredetileg az Istenanya oltalma (oroszul Pokrovszkij) nevet kapta, mivel a cár ezen az ünnepen, október 2-án indította a háború döntő csatáját. Az uralkodó kívánsága volt, hogy a hadjárat minden győztes csatájának emlékére egy-egy templomot kell felépíteni, összesen kilencet. A feladatot az építész, Posztnyik Jakovlev találékonyan oldotta meg, egyetlen épületegyüttest épített kilenc szorosan egymáshoz tapadó templomból, mindegyiken önálló toronnyal. A templom mai nevét a 16. század végén kapta, amikor itt helyezték örök nyugalomra a moszkvaiak kedvelt szent bolondját, Boldog Vazult (Vaszilij Blazsennij).
Az épületegyüttes központi eleme a legnagyobb, 57 méter magas, kis hagymakupolával ékesített torony, illetve az ez alatti főtemplom. Ezt nyolc kisebb templom veszi körül, melyeket az általuk jelképezett győztes csaták napjának védőszentjeiről neveztek el. Az egymáshoz tapadó, belül egymás között szabadon átjárható templomok mindegyike önálló, egyedi formájú és színezésű hagymakupolával fedett.